# Municipio de Acuña
El municipio de Acuña es uno de los 38 municipios en que se divide el estado de Coahuila, México. Está situado en el extremo norte del estado y su cabecera es Ciudad Acuña.

## Geografía
El municipio de Acuña se encuentra localizado en el extremo norte del estado de Coahuila en la frontera entre Estados Unidos y México, tiene una extensión territorial de 11 487.70 kilómetros cuadrados que equivalen al 7.58% del territorio total del estado de Coahuila y en el segundo municipio de mayor extensión territorial, solamente detrás del municipio de Ocampo.
Sus coordenadas extremas son 100°51′ - 102°55′ de longitud oeste y 28°58′ - 29°53′ de latitud norte; y su altitud fluctúa entre los 2000 y los 400 metros sobre el nivel del mar. Limita al suroeste con el municipio de Ocampo, al sur con el municipio de Múzquiz y el municipio de Zaragoza y al sureste con el municipio de Jiménez.
Al norte limita con el estado de Texas en los Estados Unidos, en particular con el condado de Brewster, el condado de Terrell y el condado de Val Verde.
La fisiografía del municipio está compuesta por la subprovincia Sierra del Burro de la Sierra Madre Oriental al oeste y Grandes Llanuras de Norteamérica en la mayor parte del territorio municipal. Parte de la sierra del Carmen se encuentra al oeste del territorio municipal.

## Demografía
De acuerdo a los resultados del Censo de Población y Vivienda realizado en 2010 por el Instituto Nacional de Estadística y Geografía; la población total del municipio de Acuña asciende a 136 755 habitantes, de los que 68 350 son hombres y 68 405 son mujeres.

### Localidades
En el Censo de 2020 el municipio de Acuña contaba con 206 localidades.
| Código INEGI      | Localidad         | Población (2020) |
| ----------------- | ----------------- | ---------------- |
| 050020001         | Ciudad Acuña      | 160 225          |
| 050020020         | Las Cuevas        | 559              |
| 050020455         | Las Torres        | 446              |
| Otras localidades | Otras localidades | 1 828            |
| Total municipal   | Total municipal   | 163 058          |